# البيان (مجلة)
البيان هي مجلة كان يحررها إبراهيم اليازجي وبشارة زلزل وكانت تصدر في القاهرة مرة أو مرتين شهريًا في الفترة من 1 مارس 1897 إلى 16 أغسطس 1898. كانت المجلة تنشر المقالات العلمية إلى جانب الموضوعات الثقافية واللغوية والتربوية.

## وصلات خارجية
- مجلة البيان، نسخة رقمية